# Schmiedeknechtia walteri
Schmiedeknechtia walteri är en biart som beskrevs av Schwarz 1993. Schmiedeknechtia walteri ingår i släktet Schmiedeknechtia och familjen långtungebin. Inga underarter finns listade i Catalogue of Life.